# Discours sur le bonheur

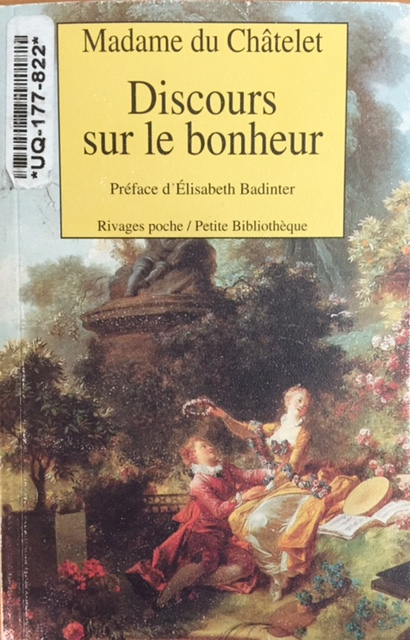

Le Discours sur le bonheur est une œuvre littéraire majeure (après les traductions et les ouvrages scientifiques) d'Émilie du Châtelet. Elle essaie de compléter l'idée du bonheur à travers cet ouvrage, qui suit le cheminement de grands prédécesseurs sur ce thème : Lucrèce, Pascal ou bien encore Sénèque. Le Discours est sa seule œuvre personnelle, écrite entre 1744 et 1746 et publiée posthume en 1779,. 
Pendant le Siècle des Lumières, le bonheur personnel était un des grands thèmes philosophiques. Nombreux sont les philosophes et écrivains qui l’étudiaient, produisant environ cinquante traités sur le bonheur ; cependant, la moitié de ses auteurs étaient des hommes. En revanche, Madame du Châtelet offre un nouveau point de vue sur la question philosophique du bonheur, l’examinant depuis la perspective d'une femme subissant les injustices de la société du XVIIIe siècle en France. Ses contemporains, tels que Helvétius, La Mettrie, D’Holbach et Voltaire, ont écrit des discours plus généraux, mais celui d’Emilie du Châtelet est plus personnel, fournissant une philosophie pratique qui est plus introspective que matérialiste.
Mme du Châtelet n’avait pas l’intention de publier son texte et donc le contenu n’était pas affecté par la crainte de censure. Pour elle, l’œuvre « …était destiné à un usage privé … ». Son texte est par conséquent rempli des détails intimes de sa vie.

## Résumé
Madame du Châtelet commence son œuvre en reconnaissant la difficulté du bonheur à cause des obstacles comme les circonstances, l’âge et les entraves. Elle explique que la fortune nous a placés dans un état spécifique, et alors un des éléments le plus important à atteindre le bonheur, c’est de ne pas essayer de changer nos circonstances. Au contraire, nous devons nous contenter de notre état.
Puisque le bonheur est relatif, du Châtelet annonce qu’elle écrit pour un public spécifique, pour ceux qui possèdent « …une fortune toute faite… ». Pour être heureux, elle préconise de suivre des critères spécifiques, tels que « …s’être défait des préjugés, être vertueux, se bien porter, avoir des goûts et des passions et être susceptible d’illusions…  » .
D’abord, le premier bien pour avoir des passions, c’est de se bien porter. Il faut satisfaire notre gourmandise car la passion sert d’une source pour le bonheur continuel. Autrement dit, les goûts et les passions satisfaites, comme l’étude, nous rendent heureux et donc « C’est à nous à les faire servir à notre bonheur ».
Le deuxième bien, ensuite, c’est d’être exempt de préjugés. Ils sont faux et inutiles, surtout ceux de la religion, et nous ne devons pas les confondre avec les bienséances, qui possèdent de la vérité et de la vertu. Les préjugés nous rendent vicieux et nous ne pouvons pas être à la fois vicieux et heureux. Par exemple, les scélérats, ou les gens faux, perfides et plein de vice, sont toujours exécutés car ils s’opposent aux mœurs sociétaux. En revanche, être vertueux mène à la satisfaction intérieure, c'est-à-dire la santé de l’âme. De plus, la vertu d’être libre des préjugés abouti à l’estime des honnêtes gens.
Enfin, un troisième bien, c’est d’être susceptible à l’illusion. Il est important de conserver les illusions qui nous donnent des sentiments agréables, comme le rire pendant une comédie, parce qu’en acceptant l’illusion, nous pouvons mettre de l’art dans nos vies.
En plus de ces machines de bonheur, il faut décider « ce qu’on veut faire et…ce qu’on veut être ». Un autre grand ressort du bonheur, c’est d’écarter des idées tristes, comme notre propre mort et la mort de nos proches, et de les remplacer par des idées heureuses.
En somme, pour être heureux, Madame du Châtelet affirme qu’il faut : « Tâch[er]…de nous bien porter, de n’avoir point de préjugés, d’avoir des passions, de les faire servir à notre bonheur, de remplacer nos passions par des goûts, de conserver précieusement nos illusions, d’être vertueux, de ne jamais nous repentir, d’éloigner de nous les idées tristes …» et de ne jamais permettre au cœur d’aimer quelqu’un qui l’apporte des malheurs. À la fin, c’est à nous de décider « …la route que nous voulons prendre pour passer notre vie, et tâchons de la semer des fleurs. » Nous sommes, en effet, les maîtres de notre propre bonheur.

## Contexte biographique
Puisque Madame du Châtelet n’avait pas écrit son œuvre pour les salons, et encore moins pour le public, Discours sur le bonheur était non seulement un texte personnel, mais aussi une catharsis pour son amour et son anxiété. L’intimité de son œuvre est donc étroitement liée avec sa vie. Par exemple, du Châtelet avait trois grandes passions dont elle parle dans son texte : le jeu, l’amour et l’étude.

### 1.1 Le jeu
Malgré le fait que des gens verraient sa passion pour le jeu comme un vice, du Châtelet adorait les jeux, surtout ceux des cartes, y compris Le brelan, le pharaon, le cavagnole et la comète. Actrice et chanteuse, elle excellait aussi dans les jeux de la scène. Pendant qu’elle jouait, elle ne faisait plus d’attention au temps, à la raison ou à la prudence. De cette manière, elle constate que le jeu peut rendre des gens heureux en les remplissant avec le plaisir. Certes, les philosophes considèrent le jeu comme une passion déraisonnable, mais selon du Châtelet, « Il est heureux de l’avoir, si l’on peut la modérer et la réserver pour le temps de notre vie où cette ressource nous sera nécessaire, et ce temps est la vieillesse. »

### 1.2 L’amour
Selon du Châtelet, bien que les gens soient responsables de leur propre bonheur, ils peuvent trouver la passion et le plaisir dans l’amour, un goût mutuel qui ne dépende que d’autres personnes. L’amour est essentiellement un sixième sens, délicat et précieux, qui nous donne l’existence et le désir de vivre. Il est plein d’illusion et d’ardeur, libre de dégoût et de langueur, une ressource qui « …peut nous rendre heureux à moins de frais. » Pour éviter le malheur dans l’amour, il faut tâcher de n’avoir jamais tort avec son amant. Ainsi, ce sont les sentiments vifs et agréables, à la fin, qui contribuent au bonheur.
Du Châtelet elle-même a trouvé le bonheur et le plaisir dans l’amour, particulièrement avec les hommes le comte de Guébriant, Voltaire et Saint-Lambert. Avec Voltaire, elle a partagé une liaison de quinze ans, pendant laquelle tous les deux étaient prolifiques, des intellectuels égaux qui se mettaient en équilibre. L’amour, constate la marquise du Châtelet, est un des plus grands plaisirs du bonheur, et en outre, il ne coûte effectivement rien.
Pendant sa liaison avec Voltaire, du Châtelet « …jouissait du plaisir d’aimer et de l’illusion de se croire aimé. » Cependant, l’illusion a chuté et elle a perdu le bonheur : Voltaire l’a trompée avec Mademoiselle Gaussin et Madame Denis. Pour rechercher l’état heureux, du Châtelet, malgré ses larmes, a pardonné Voltaire ; elle a accepté qu’ils ne pouvaient pas retourner à leur passion antérieure et qu’« Il faut bien quitter l’amour un jour. » Donc, elle se contentait d’un sentiment paisible et tendre, celui de l’amitié, qui, avec l’étude, l’a rendue « assez heureuse. »

### 1.3 L’étude
Madame du Châtelet se perdait entièrement dans sa troisième passion, l’étude. La passion, ou la gourmandise, soutient du Châtelet, « …est une source de plaisirs continuels » et « inépuisable. » Pour elle, il faut satisfaire et se contenter des goûts pour être heureux, et elle l’a fait à travers ses grandes contributions à la science et à la philosophie.
Quand du Châtelet était petite, son père l’élevait comme ses deux frères, ignorant les conventions du genre en lui donnant l’accès à l’éducation et promouvant donc sa passion pour l’étude. Ainsi, sa relation avec l’étude a commencé tôt : elle apprenait le grec, le latin et l’allemand et elle a démontré une précocité pour les mathématiques et la physique. Tout au long de sa vie, du Châtelet adorait les instruments scientifiques pour l’astronomie, la chimie, la physique, et la mécanique.
La marquise du Châtelet a effectivement consacré sa vie à l’étude car elle est une des rares passions qui permettent aux femmes l’indépendance. Son amour pour l’étude était si fort qu’elle a sacrifié sa santé pour traduire une œuvre newtonienne, et de plus, pendant qu’elle écrit Dissertation sur la nature et la propagation du feu pour la soumettre à une compétition de l’Académie des Sciences, elle a trempé ses bras dans l’eau glacée pour rester réveillée. Douée et intelligente, Émilie a lu Cicéron et Pope, a critiqué les physiciens de l’Antiquité, a commenté Wolff et la Bible et a vulgarisé Leibniz et Newton. Une femme définie par ses dons, son ambition et son travail, sa passion a évidemment influencée son conseil de « cultiver le goût de l’étude » pour trouver le bonheur dans la vie.

## Contexte féministe
Les contributions des femmes sont presque toujours marginalisées, même au XVIIIe siècle, une ère pendant laquelle les femmes étaient les plus prolifiques ainsi que les plus influentes dans la société, la politique, la culture, la littérature, les arts et les sciences. Par exemple, les salonnières ont accueilli et ont protégé des écrivains et des philosophes ainsi que leurs idées nouvelles et controversées, voire dangereuses. Cependant, en dépit de leurs rôles en influençant la société, les femmes restaient des victimes des institutions dominées par les hommes, comme le mariage et la famille.

### 1.1 L’éducation et l’étude
À l’époque, l’éducation pour les femmes augmentait lentement, liée peut-être à l’essor de l’esprit des éclaircissements dans la haute société. Cependant, même les femmes nobles et éduquées comme Émilie du Châtelet se voyaient refuser l’accès complet à l’érudition et à la science. La société se méfiait de la connaissance pour des femmes, la considérant à raison comme une menace au pouvoir masculin.
Dans son cas, Madame du Châtelet a consacré sa vie à la passion de l’étude, étudiant les sciences et les mathématiques, des sujets considérés comme masculins. Elle a essayé de gagner du respect dans la communauté scientifique ; cependant, elle n’a jamais reçu l’éducation complète que ses homologues masculins ont reçu. Par exemple, elle ne pouvait pas voyager toute seule ou étudier sous un autre scientiste ou philosophe. Simplement parce qu'elle était femme, ses travaux intellectuels dépendaient des hommes, c’est-à-dire, elle devait travailler avec des hommes déjà reconnus comme Voltaire. Parce qu'elle avec des personnes comme Voltaire, Koenig et Clairaut, toutefois, le public croyait que les contributions d’Émilie étaient minimales.

### 1.2 La gloire
Pour les femmes, avant la Révolution, la gloire dépendrait de l’anonymat. En fait, toute femme qui a choisi d’être un personnage public est devenue un paria. Madame du Châtelet, en effet, « …[était] à la fois physicienne et philosophe dans une époque où l’expression femme savante [était] encore l’oxymore du ridicule, voire une insulte. » Victime de la marginalisation sociale et psychologique, du Châtelet était un étranger parmi les femmes et dans le contexte plus large de la société pendant le siècle des Lumières. Même si elle rêvait de laisser une trace dans l’histoire, « …elle prend conscience que le désir de gloire, qu’elle assimile au bonheur, ne trouve matière à réalisation pour une femme que dans l’étude. » L’Académie des Sciences, par exemple, a publié une dissertation de du Châtelet au sujet de la nature du feu et sa propagation, mais le texte était anonyme ; personne ne savait qu’il était écrit par une femme. Ainsi, malgré la gloire qui se trouve dans l’ambition et l’amour de l’étude, du Châtelet était exclue en raison d’être femme et devrait rester anonyme.

### 1.3 Le proto-féminisme
Très consciente de la situation des femmes à l’époque, du Châtelet constate que celles-ci sont piégées par leurs circonstances et alors elles doivent « …se contenter de [leur] l’état, et…songer plutôt à le rendre heureux qu’à en changer. » Comprenant que la loi politique, la loi religieuse et la coutume familiale accordaient aux femmes très peu de droits, elle les conseille de « savourer les avantages de [leur] état. »
La marquise du Châtelet, ensuite, reconnaît qu’elle vit pendant l’« âge d’homme. » Dans son œuvre, elle est bien consciente des exclusions qui accompagnaient son sexe, discutant de la situation des femmes par rapport aux hommes vis-à-vis du bonheur. Elle remarque qu’il existe des routes infinies vers le bonheur qui sont accessibles aux hommes, mais fermées aux femmes. Les hommes, effectivement, peuvent facilement atteindre la gloire dans la guerre, le gouvernement ou les négociations, particulièrement car la société accorde de l’importance à leur ambition. En revanche, « …les femmes sont exclues, par leur état, de toute espèce de gloire. » De plus, en raison de l’indépendance, l’amour de l’étude contribue le plus au bonheur féminin car les femmes manquent les ressources que les hommes possèdent pour être heureux. À cause de leur sexe, les femmes sont exclues de la gloire et donc elles doivent se consoler avec l’étude, une passion inépuisable qui garde contre les malheurs. Les critiques de Madame du Châtelet démontrent donc le proto-féminisme ; autrement dit, Émilie « …est d’une lucidité féministe très contemporaine lorsqu’elle constate que le bonheur des hommes est infiniment supérieur en occasions à celui des femmes. »
En outre, quand elle souligne que l’étude sert d’une consolation des exclusions et des dépendances féminines, les mots « exclusions » et « dépendances » contient « …l’écho, au fil des siècles et des sociétés, de la longue plainte des femmes dans l’histoire. » Autrefois, les femmes n’étaient que des reproductrices et des mères. Madame du Châtelet affirme cette situation en évoquant des enfants et la grandeur d’une maison, des tâches assignées aux femmes, à qui l'on faisait croire tout au long de leur éducation qu'il s'agissait de leur vocation en tant que femmes. En fin de compte, c’est la religion, liée étroitement à la tradition, qui était la cause de la marginalisation des femmes ; elle a établi la loi divine qui avait pour conséquence la subordination féminine. Émilie observe donc qu’« …il n’y en ait aucun [préjugé] qui influe autant sur notre bonheur et notre malheur que celui de la religion. »
À la fin, l’histoire et la société ont empêché les femmes de l’individualisme. Par conséquent, les femmes restent largement invisibles dans l’histoire car leurs travaux ont été fréquemment attribués aux hommes. En effet, le fait qu’Émilie est presque toujours étudiée en termes de sa relation avec Voltaire ignore déjà son identité ainsi que son pouvoir, une vérité qui soutient son assertion que les femmes sont toujours exclues de gloire.